# Морей, Эндрю (регент Шотландии)
Сэр Эндрю Морей (сэр Эндрю Мюррей, сэр Эндрю де Морей) (1298—1338) — шотландский военный и политический деятель, дважды хранитель (регент) Шотландии (1332—1333, 1335—1338). Во время Второй войны за независимость Шотландии сэр Эндрю Морей поддерживал короля Давида II Брюса в борьбе против Эдуарда Баллиола и короля Англии Эдуарда III. Ему принадлежали лордства Авох, Петти и Ботвелл в Шотландии. В 1326 году он женился на Кристине Брюс, сестре короля Шотландии Роберта I Брюса.

## Ранние годы
Эндрю Морей (Мюррей) родился весной 1298 года. Он был посмертным сыном сэра Эндрю Морея, соратника по оружию Уильяма Уоллеса, который умер после битвы на Стерлингском мосту в 1297 году, незадолго до его рождения. В 1303 году во время своей военной кампании король Англии Эдуард I Плантагенет прошел во главе своей армии на север Шотландии, дойдя до Кинросса. Он взял в заложники пятилетнего Эндрю Мюррея. Мальчик провел одиннадцать лет в английском плену и вернулся домой в Шотландию после разгрома англичан шотландцами в битве при Бэннокбёрне. В следующем 1315 году Эндрю Мюррей присутствовал на заседании шотландского парламента в Эре, когда было принято решение о престолонаследии. Эндрю Мюррей получил во владение отцовское лордство Петти и лордство Ботвелл в Ланаркшире.
В марте 1328 года сэр Эндрю Мюррей вместе с другими дворянами присутствовал в Холирудском дворце в Эдинбурге во время подтверждения Нортгемптонского мирного договора между Англией и Шотландией. Мир продлился только четыре года.

## Семья
В июле 1326 года в Камбускеннетском аббатстве Эндрю Мюррей женился на принцессе Кристине Брюс (ок. 1278—1356/1357), сестре короля Шотландии Роберта I Брюса. До этого Кристина Брюс была дважды замужем. Её первым мужем был Гартнат, граф Мар (ум. 1305), а вторым — сэр Кристофер Сетон (1278—1306). У супругов было двое сыновей:
- Сэр Джон Мюррей (ум. 1351), женат на Маргарет Грэм, графине Ментейта (ок. 1334 — ок. 1380)
- Сэр Томас Мюррей (ум. 1361), женат на Джоанне, дочери Мориса де Моравия, графа Стратерна (1276—1336).

## Военная и политическая карьера

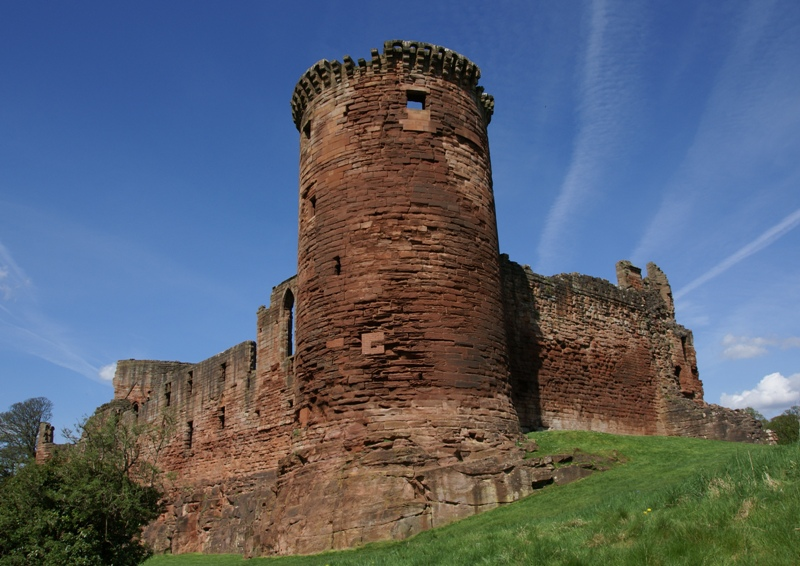
Замок Ботвелл, владение Эндрю Мюррея в графстве Ланаркшир.

В июне 1329 года скончался король Шотландии Роберт I Брюс, его пятилетний сын Давид II был провозглашен новым королем Шотландии. Регентом (хранителем) королевства был назначен Томас Рэндольф, граф Морей (ок. 1278—1332) — племянник Роберта Брюса. В июне 1332 года Рэндольф внезапно скончался. В Шотландии началась смута. О своих правах на королевский престол заявил Эдуард Баллиоль (1283—1367), старший сын короля Шотландии Джона I Баллиоля. Эдуард Баллиоль принёс ленную присягу на верность королю Англии и с небольшим войском вторгся в Шотландию. Между тем 2 августа 1332 года парламент в Перте избрал новым хранителем королевства Домналла, графа Мар. 11 августа 1332 года в битве при Дапплин-Муре Эдуард Баллиоль разбил королевское войско, а граф Домналл де Мар был убит. Часть шотландских лордов перешла на сторону Баллиоля. 24 сентября 1332 года он был коронован в Сконе в качестве нового короля Шотландии. В том же году сэр Эндрю Морей был избран регентом и хранителем королевства сторонниками шотландского короля Давида II Брюса. В 1333 году Эндрю Мюррей напал на Эдуарда Баллиоля в Роксбурге. Во время попытки спасти Ральфа Голдинга он был взят в плен. Он оказался пленником короля Англии и был доставлен в Дарем в апреле 1333 года.
В 1334 году Эндрю Мюррей был освобождён из английского заключения и вернулся в Шотландию, где возобновил борьбу против англичан. Вместе с Александром де Моубреем он двинулся на графство Бьюкен, где осадил в замке Дандарг Генри де Бомонта (август-ноябрь). Лишив защитников замка воды, он вынудил своего врага сдаться и разрешил ему вернуться в Англию. В апреле 1335 года Эндрю Мюррей присутствовал на заседании парламента в замке Дерси, где новыми регентами королевства были избраны лорд-стюард Шотландии Роберт Стюарт и Джон Рэндольф, 3-й граф Морей. Эндрю Мюррей вместе с графом Марча Патриком и Уильямом Дугласом, лордом Лиддесдейл, стал вести партизанскую борьбу против английских войск и их шотландских сторонников. Когда Дэвид Стрэтбог, граф Атолл, осадил замок Килдрамми, где находилась Кристина, супруга Мюррея, Эндрю Мюррей с войском из одиннадцати сотен воинов прибыл на помощь осаждённым. 30 ноября 1335 года в битве при Калбриане Эндрю Мюррей нанёс поражение Дэвиду Стрэтбогу, который погиб в этом сражении.

## Хранитель Шотландии

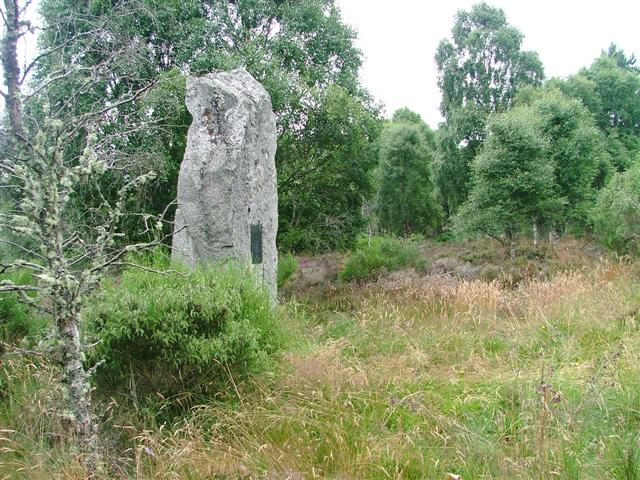
Монумент на месте битвы при Калблиане.

В 1335 году Эндрю Мюррей созвал парламент в Данфермлине, где вторично был избран хранителем королевства. В том же году последовало вторжение в Шотландию английской армии под командованием короля Эдуарда III, поддерживавшего своего ставленника и вассала Эдуарда Баллиоля. Эндрю Мюррей осадил замки Купар в Файфе и Лохиндорб в Комладле (в последнем находилась Кэтрин, вдова графа Атолла). При приближении английских войск Эндрю Мюррей отступил от стен Лохиндорба. После возвращения Эдуарда в Англию Эндрю Мюррей захватил замки Данноттар и Лористон, опустошил земли Кинкардина и Ангуса. В начале 1337 года, получив поддержку графов Мара, Файфа и Уильяма Дугласа, он двинулся через провинцию Файф, разрушил город Фолкленд, взял замок Леучарс и, после трех недель осады, захватил и разграбил замок Сент-Эндрюс (28 февраля). Замок Купар ещё не сдавался. В марте 1337 года Эндрю Мюррей отбил у англичан замок Ботвелл. В битве при Крихтоне Эндрю Мюррей одержал новую победу над англичанами, но в этом сражении был ранен Дуглас. В 1337 году Эндрю Мюррей упоминается в качестве хранителя замка Берик.
В 1338 году сэр Эндрю Мюррей скончался в замке Авох в графстве Росс. Он был похоронен в часовне Розмарки, а его останки были перезахоронены в Данфермлинском аббатстве.